# Nuno Gonçalves de Ataíde
Nuno Gonçalves de Ataíde (nascido c. 1370 - falecido em Lisboa, 31 de Maio de 1425 ou, segundo pesquisas mais recentes, em Fez, depois de março de 1437) foi um fidalgo português dos séculos XIV e XV, combatente em Aljubarrota, governador da casa do Infante Santo e senhor do morgado de Gaião, em Santarém.

## Biografia
Era filho de Gonçalo Viegas de Ataíde (c. 1327 - depois de 1393), cavaleiro fidalgo de D. João I, senhor do couto de Moura, e de sua mulher Beatriz Nunes de Góis, com casamento legitimado em 1393, por serem parentes em 4.º grau mas "tendo eles já casado (antes) e consumado a cópula". 
Foi um dos Bravos da Batalha de Aljubarrota a 14 de Agosto de 1385, como componente da Companhia da Madressilva, idêntica nos fins e na natureza à famosa Ala dos Namorados.
Cavaleiro e Fidalgo do tempo de D. João I de Portugal, foi seu Conselheiro e Governador da Casa do Infante D. Fernando de Portugal (o "Infante Santo"). O Rei D. João I fez-lhe doação do morgado de Gaião, situado em Santarém, por carta de 22 de agosto de 1421.
Alguns anos antes, em 13 de fevereiro de 1417, já D. João I lhe havia confirmado a coutada de várias herdades de Moura que seu pai, Gonçalo Viegas de Ataíde, lhe dera e que fora de seu avô Nuno Martins de Góis.
Segundo a Grande Enciclopédia Portuguesa e Brasileira, foi sepultado na Capela de Santo António do Convento de São Francisco de Alenquer.
A mesma fonte refere que, das pedras da Capela de Santo António do Convento de Alenquer, arrancadas por volta do século XVI, lê-se o seguinte epitáfio: Em este moimento jaz Nuno Gonçalves de Ataíde, cavalleiro e companheiro dos da Madresylva, e do conselho do mui nobre Rei D. João, e governador da casa do Infante D. Fernando seu filho. E finou em Lisboa em dia do Corpo de Deus, derradeiro dia do mês de Maio da era do nascimento de Nosso Senhor Jesu Christo de mil CCCC & XX & cinco anos..
Entretanto, as pesquisas mais recentes de Manuel Abranches de Soveral apontam para uma data de falecimento posterior a esta: Nuno Gonçalves de Ataíde teria falecido no cativeiro, em Fez, no ano de 1437, sofrendo assim destino semelhante ao de seu amo, o Infante Santo, que faleceria também no cativeiro, na mesma cidade, alguns anos mais tarde, em 1443.

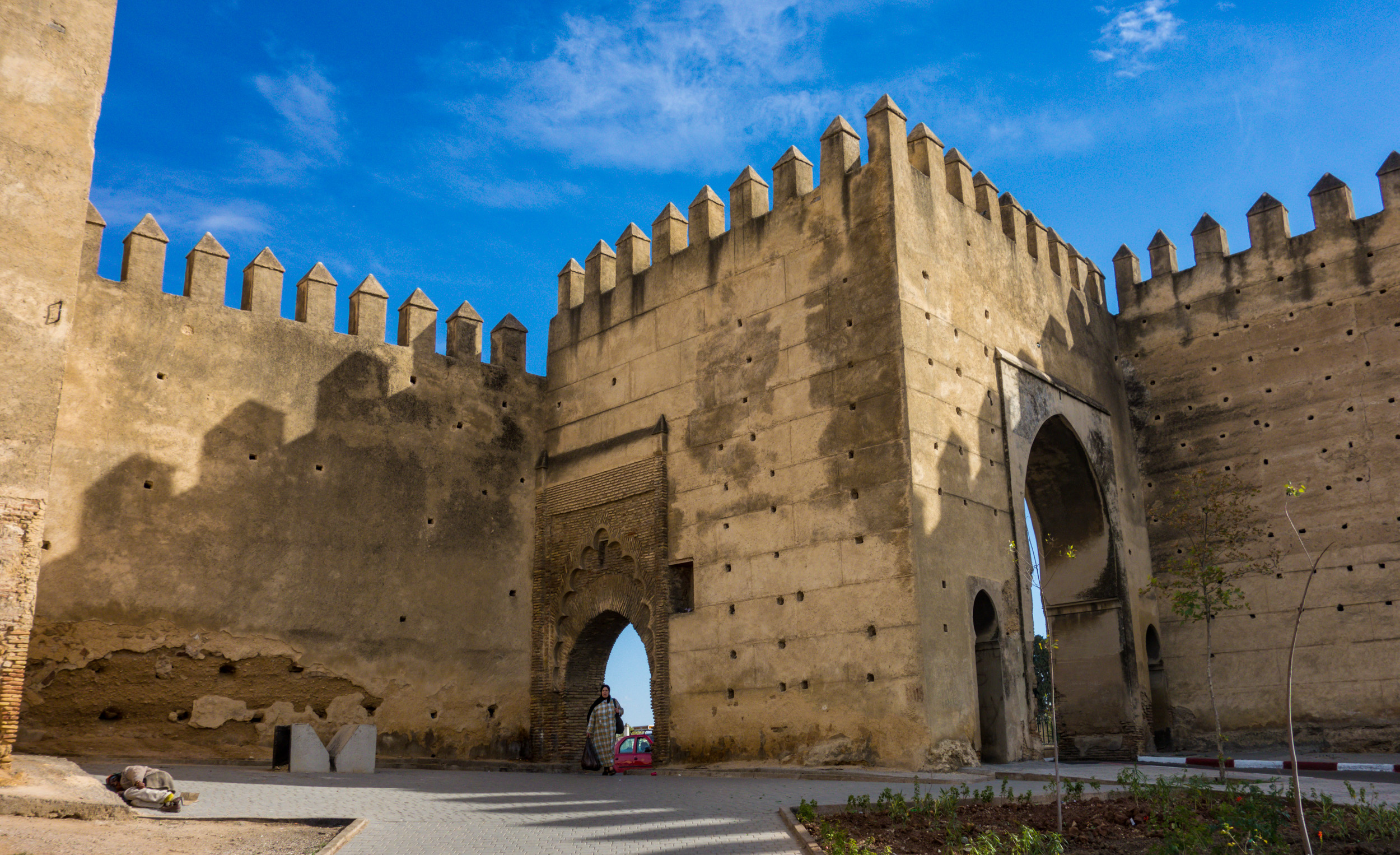
A Fortaleza de Fez, cidade onde Nuno Gonçalves de Ataíde faleceu no cativeiro, em 1437

## Casamento e descendência
Do seu casamento com Mécia de Meira, filha natural de Fernão Gonçalves de Meira, senhor de juro e herdade de Viana, da Nóbrega, e de Ribeira de Soaz (no ano de 1369) e alcaide-mor de Torres Vedras por carta de D. Fernando I, e de Teresa Rodrigues, irmã do arcebispo de Braga D. Lourenço Vicente, senhor e alcaide-mor da Lourinhã (respectivamente, em 10.10.1384 e 07.02.1385), teve os seguintes filhos:
- Pedro de Ataíde, que faleceu sem deixar descendência.

- Gonçalo de Ataíde, sucessor no morgado de Gaião, partidário do Infante D. Pedro no conflito de Alfarrobeira. Casou com D. Isabel de Brito, filha de João Afonso de Brito, morgado de Santo Estevão, em Beja;[9] com geração (nomeadamente o célebre corsário Pedro de Ataíde), representada nos viscondes de Vila Nova da Cerveira.[7]

- D. Brites de Ataíde, casada com Martim de Távora, filho segundogênito do 1.º senhor de Mogadouro; com geração, uma filha, Catarina de Távora, que viria a casar com D. Pedro de Noronha, senhor do Cadaval, estando sua descendência representada nos condes dos Arcos.

- D. Catarina de Ataíde, casada com Nuno Vaz Mascarenhas; com geração, nomeadamente nos condes de Santa Cruz, nos condes da Torre, nos alcaides de Campo Maior e nos almirantes de Portugal.

Segundo alguns autores teve também este filho:
- João Gonçalves de Ataíde, camareiro-mor do Infante D. Pedro, que o armou cavaleiro na tomada de Ceuta. Casou com D. Maria Nunes Cordovelos, herdeira do senhorio de Penacova, por carta de 06.08.1421; com descendência, na qual se destacou seu neto, Nuno Fernandes de Ataíde (célebre capitão de Safim) e a irmã deste, D. Catarina de Ataíde, casada com D. Vasco da Gama.[11]